# Ланге, Фридрих Альберт
Фри́дрих Альбе́рт Ла́нге (нем. Friedrich Albert Lange; 28 сентября 1828, Вальд, близ Золингена — 23 ноября 1875, Марбург) — немецкий философ

 и экономист, представитель неокантианства, сын богослова Иоганна Петера Ланге.

## Биография
Родился в семье пастора. Учился в гимназиях Дуйсбурга и Цюриха. В 1847 году получил высшее образование в Цюрихе по философии и психологии. Стажировался в Боннском университете, где в 1851 году защитил докторскую диссертацию по философии и сдал государственный экзамен для замещения должности преподавателя гимназии. Затем четыре года преподавал в гимназии Кёльна. С 1855 был приват-доцентом Боннского университета; читал, среди прочего, курсы социальной статистики (первый в Германии) и критической истории материализма. Позже был учителем гимназии в Дуйсбурге; протестовал против давления, которое правительство Бисмарка в эпоху конфликта старалось оказывать на учительскую корпорацию; оставил из-за этого службу, стал журналистом и вступил, вместе с Бебелем, в комитет конгресса немецких рабочих союзов, где действовал в духе примирения различных направлений.
Свои взгляды на социальный вопрос он изложил в небольшой книге: «Die Arbeiterfrage» (Дуйсбург, 1865), которая в последующих изданиях разрослась в обширный трактат. Она вызвала оживленную полемику, в которой одним из главных оппонентов Ланге выступил Ойген Рихтер. С 1865 по 1866 Ланге издавал для рабочих газету «Der Bote vom Niederrhein»; что привело к целому ряду судебных процессов; в то же время он написал «Die Grundlegung der mathemathischen Psychologie» (Дуйсбург, 1865) и свой главный труд, «Историю материализма».
Переехав в Швейцарию, Ланге продолжал делить своё время между философией и политикой. «Neue Beiträge z. Geschichte d Materialismus» (Винтертур, 1867) послужили ответом на брошюру Шиллинга об «Истории материализма», а в газете «Winterthurer Landbote» Ланге поместил длинный ряд политических и экономических статей.
В 1870 он получил в Цюрихе профессуру индуктивной философии; принимал видное участие в выработке радикально-демократической конституции Цюриха, которой был введён референдум.
В 1872 перешёл в Марбург, где учредил Марбургскую школу неокантианства. Его учеником и преемником был Герман Коген.

## Философия
В истории европейской мысли Ланге занимает видное место как автор «Истории материализма» («Geschichte des Materialismus und Kritik seiner Bedeutung in der Gegenwart», 1 изд. Изерлон, 1866; 5 изд., с критическим дополнением Когена, Лейпциг 1895; русский перев. Н. Страхова, СПб. 1881—1883). В ней он стремился представить материализм как единственно обоснованный метод естественных наук, в то же время на основе кантовского критицизма отвергал материализм как метафизику. Ибо метафизика, по Ланге, возможна лишь как поэзия понятий, но не как наука.
Абсолютные метафизические системы потеряли доверие, но и появившемуся на смену им материализму не удалось подчинить все философские направления. С разных сторон раздавались голоса, призывавшие возвратиться к Канту, и самым влиятельным из них был голос Ланге, обосновывавший критическую точку зрения на некоторые основные вопросы познания и бытия в рамках исторического пересмотра важнейших философских и культурных течений, начиная с древнегреческой философии и заканчивая современным ему материализмом.
Ланге иногда называли немецким Миллем, но такая характеристика несправедливо умаляет философскую индивидуальность Ланге. Главная сила Ланге — в критике. В философии Канта его привлекают критические элементы, и при этом критика теоретического, а не практического разума.

## Сочинения
- Рабочий вопрос, его значение в настоящем и будущем = Die Arbeiterfrage. — СПб.: Издание Ф. Павленкова, 1892. — 323 с.
- История материализма и критика его значения в настоящее время. Т. 1-2. / Пер. с 3-го нем. изд. Н. Н. Страхова. — СПб., 1881-1883.
- История материализма и критика его значения в настоящем. Т. 1-2. / Пер. с 5-го нем. изд., под ред. и с предисл. В. С. Соловьёва. — К.; Харьков: Ф. А. Иогансон, 1899-1900.